# Махческ
Махче́ск (дигор. Мæхческæ, ирон. Мæхческ) — село в Ирафском районе республики Северная Осетия-Алания. Административный центр Махческого сельского поселения. Находится в пределах ФГБУ «Национальный парк Алания».

## География
Село расположено в южной части Ирафского района, на левом берегу реки Айгамуга, в границах ФГБУ «Национальный парк Алания». Находится в 35 км к югу от районного центра — Чикола и в 102 км к юго-западу от города Владикавказ.

## История
Точную дату образования селения Махческ установить сложно, однако во многих исторических заметках указывается, что селение с давних пор было центром Тапан-Дигорского общества.
По преданию некогда здесь поселился знаменитый основателя могущественного феодального рода Баделята — некий Бадел. Изначально он пришел в Махческ в поисках работы. По приданию как раз в это время старейшины села во главе с неким Айдоруком искали того, кто бы мог стать дозорным и оповещать их в случаи опасности. Выбор пал на молодого и сильного Бадела. В оплату он потребовал «чурек с очага». Поначалу Бадел даже не имел голоса на совете «Ныхас», но со временем он не только с сыновьями получил признание народа, но и стал во главе его после Айдорука. С именем одного из его сыновей — Абисала, давшего имя одной из ветвей рода Баделята, связаны многие архитектурные достопримечательности селения Махческ, а фамилия Абисаловых и сегодня распространена среди осетин.
О том что селение Махческ некогда было богатым и крупным, свидетельствует хорошо сохранившийся склеповый комплекс, являющийся одним из крупнейших склеповых комплексов Дигории.
В 1884 году открылась одноклассная церковно-приходская школа.
Во время Второй мировой войны в здании сельской школы находился госпиталь, в котором с ноября 1942 года по январь 1943 года размещался медицинский санитарный батальон 295 стрелковой дивизии.
В 1938—1956 годах Махческ был центром Махческого района, после вошёл в состав Ирафского.

## Население
| 2002 | 2010 | 2021 |
| ---- | ---- | ---- |
| 111  | ↗118 | ↗135 |

Население на 2023 год 122 человека, нац.состав осетины 100 %.

## Инфраструктура и достопримечательности
Развит туризм. В черте села находятся большое количество объектов материальной культуры. Из наиболее популярных достопримечательностей выделяются:
- Башня Абисаловых;
- Махческий склеповый комплекс;
- Святилище Гумерхан;
- Поляна Стур-Фаза.

Вблизи сёл Махческ, Вакац, Фаснал находятся объекты культурного наследия федерального значения (археология):
1. Погребения в грунте
2. Погребения в каменных ящиках
3. Погребения в склепах

- Объекты культурного наследия федерального значения (архитектура)[7]:

Архитектурный комплекс, средние века: Три пирамидообразных склепа, склеп башенный, склеп Абисаловых, сторожевая башня Абисаловых.
- Объекты культурного наследия регионального значения (архитектура)[7]:

1. Остатки греческого здания — с. Махческ, на южной стороне холма
2. Замок (галуан) Дзануковых, средние вв. — с. Махческ, на южной стороне холма

- Выявленные объекты культурного наследия (история)[7]:

1. Бюст Калинина Михаила Ивановича (1875—1946 г.г.), выдающегося государственного и партийного деятеля,1974 г. — во дворе правления колхоза им. М. И. Калинина.
2. Памятник односельчанам, погибшим в Великой Отечественной войне 1941—1945 г.г., 1968 — во дворе школы.
3. Братская могила 17 неизвестных советских воинов, погибших в 1942 г. в боях с немецко-фашистскими захватчиками — на южной окраине кладбища
4. Комплекс мемориальных памятников односельчанам: Икаеву Ахтолу А., Казахову Хаджи Тикоевичу, Секинаеву Гамазу Алимарзаевичу, погибшим в Великой Отечественной войне 1941—1945 г.г.,1970 г. — на южной окраине кладбища.
5. Здание школы, в которой с ноября 1942 г. по январь 1943 г. размещался медицинский сан. батальон 295 стрелковой дивизии — южная окраина.